# Елејн Томпсон-Хера
Елејн Томпсон-Хера (енгл. Elaine Thompson-Herah; Манчестер, 28. јун 1992) је атлетичарка са Јамајке која се такмичи у категоријама трка на 100 м и 200 м. На Светском првенству 2015. је постала познатија широј јавности освојивши сребрну медаљу на 200 м. Постала је прва жена у историји, а друга атлетичарка после Јусејна Болта која је освојила и одбранила златну медаљу на 100 и 200 м. Такође је освојила две медаље за Јамајку у штафети 4 × 100 м.